# Distretto di Mazamari
Il distretto di  Mazamari è uno degli  otto distretti della provincia di Satipo, in Perù. Si trova nella regione di Junín e si estende su una superficie di  chilometri quadrati.